# Morcenx
Morcenx är en kommun i departementet Landes i regionen Nouvelle-Aquitaine i sydvästra Frankrike. Kommunen ligger i kantonen Morcenx som tillhör arrondissementet Mont-de-Marsan. År 2015 hade Morcenx 4 415 invånare.

## Befolkningsutveckling
Antalet invånare i kommunen Morcenx
Referens:INSEE